# Немировський Яків Мойсейович
Яків Мойсейович Немировський (15 серпня 1911, Лиса Гора — 2003) — радянський військовик часів Другої світової війни, генерал-майор авіації.

## Життєпис
Народився 15 серпня 1911 року в селі Лиса Гора, волосному центрі Єлизаветградського повіту Херсонської губернії Російської імперії (нині — село в Первомайському районі Миколаївської області) в єврейській родині.
У 1928 році закінчив неповну середню школу. Працював забійником-електрослюсарем на шахті «Софія» Макіївського рудоуправління на Донбасі, був секретарем шахтного комітету комсомолу. З вересня 1932 по липень 1933 року навчався на Центральних курсах комсомольських працівників в Москві.
У лавах РСЧА з серпня 1933 року, призваний за спецнабором Краснопресненського райкому ВКП(б) Москви. Направлений до 1-ї Качинської військової авіаційної школи льотчиків імені О. Ф. М'ясникова. У січні 1934 року переведений до 14-ї Енгельсської військової авіаційної школи льотчиків, яку закінчив у грудні 1935 року. Направлений до 35-ї винищувальної авіаційної ескадрильї авіаційної бригади ВПС Київського особливого військового округу (аеродром Скоморохи): пілот, молодший льотчик, командир ланки. З січня по серпень 1938 року перебував у спеціальному відрядженні в Китаї, де брав участь в бойових діях, за що нагороджений орденом Червоного Прапора.
Після повернення до СРСР — помічник командира 24-ї винищувальної авіаційної ескадрильї ВПС Московського військового округу (аеродром Кубінка). У серпні 1939 року переведений на Далекий Схід, де обіймав посаду командира ескадрильї 14-го винищувального авіаційного полку ВПС 2-ї окремої Червонопрапорної армії (з липня 1940 року — у складі Далекосхідного фронту). З початком німецько-радянської війни продовжив службу на Далекому Сході: з серпня 1941 року — помічник командира 14-го винищувального авіаційного полку; з листопада 1941 року — командир 3-го винищувального авіаційного полку ВПС 2-ї Червонопрапорної армії Далекосхідного фронту; з листопада 1942 року і до кінця війни — заступник командира 149-ї винищувальної авіаційної дивізії ППО Далекосхідної зони ППО (м. Хабаровськ).
З 19 липня по 28 серпня 1944 року проходив бойове стажування на посаді заступника командира 8-ї гвардійської винищувальної авіаційної дивізії 5-го винищувального авіаційного корпусу 2-ї повітряної армії 1-го Українського фронту. Особисто здійснив 5 тренувальних і 3 бойових вильоти на літакові Ла-5.
Під час радянсько-японської війни, перебуваючи на посаді заступника командира 149-ї винищувальної авіаційної дивізії ППО Приамурської армії ППО, брав участь у боях проти японської Квантунської армії.
Після закінчення війни продовжив військову службу на попередній посаді. У лютому 1949 року призначений помічником командира 15-ї гвардійської винищувальної авіаційної дивізії. У жовтні 1949 року полковник Я. М. Немировський відряджений на навчання.
У травні 1950 року закінчив Курси удосконалення командирів і начальників штабів авіаційних дивізій при Військово-повітряної академії і був призначений заступником командира 56-го винищувального авіаційного корпусу ППО. З листопада 1954 по листопад 1955 року навчався на Вищих академічних курсах при Вищій військовій академії імені К. Є. Ворошилова, після чого повернувся на попередню посаду.
З жовтня 1957 року — в. о. заступника командувача 42-ю повітряною винищувальною армією з бойової підготовки. 18 лютого 1958 року присвоєно військове звання «генерал-майор авіації». З лютого 1959 року — командувач винищувальною авіацією Туркестанського корпусу ППО. 22 червня 1960 року звільнений у запас.
Мешкав у Ярославлі, вів значну патріотичну і виховну роботу серед молоді, обирався членом Ярославського обласного комітету ветеранів війни.

## Нагороди та відзнаки
- чотири ордени Червоного Прапора (16.11.1938, 02.09.1945, 03.11.1953, 04.06.1955);
- орден Вітчизняної війни I ступеня (11.03.1985);
- два ордени Червоної Зірки (20.06.1949, 22.02.1955);
- орден Дружби (15.01.1997[1]);
- медалі;
- військовий льотчик 1-го класу (13.04.1951).